# Patricia Raduá
Patricia Raduá Quintero es una periodista y presentadora española (Barcelona).

## Vida y obra
Periodista especializada en dirección de Gabinetes de Prensa y Comunicación Corporativa, información y actualidad económica, financiera, política y de RSC (Responsabilidad Social Corporativa). Más de 20 años de experiencia en informativos de TV, prensa y radio.
Asesora de miembros del Consell en la Secretaría Autonómica de Economía Sostenible, Sectores Productivos, Comercio y Consumo, Conselleria de Economía de la Generalitat Valenciana (2022-2023).
Responsable de Comunicación Corporativa de CESCE, Compañía Española de Seguros de Crédito a la Exportación (2018-2021).
Premio Comunicación Empresarial 2021 concedido por la revista económica Capital.
Reportera del programa Las Mañanas de Cuatro y Noticias Cuatro en Madrid  Mediaset España. (2013-2018).
Miembro del equipo de Las Mañanas de Cuatro galardonado con el Premio Ondas 2015 al Mejor programa de actualidad.
Reportera de la cadena de TV La Sexta en Madrid, en la sección de Economía y Nacional/Política. Periodista de La Sexta Noticias y de los programas Al Rojo Vivo y Más Vale Tarde (Atresmedia, 2012-2013).
En 1998 se incorpora a la redacción de  Informativos Telecinco en Valencia, donde trabaja como presentadora y reportera de los servicios informativos durante 14 años (Mediaset España 1998-2012).
En 2000 presenta el Informativo regional de Telecinco desde Valencia. 
Miembro del equipo de Informativos Telecinco galardonado con el Premio Ondas 2003 por la cobertura informativa del desastre ecológico del Prestige.
En julio de 2004 presenta en Madrid la edición de Entre Hoy y Mañana de Informativos Telecinco. 
Durante 8 años (2001-2009) presenta las conexiones en directo desde la Comunidad Valenciana para La Mirada Crítica de Telecinco y para el Informativo matinal (2004-2010).
De 2005-2008 colabora con la agencia nacional de noticias COLPISA.
Durante tres años (2000-2003) colabora como corresponsal con la emisora de radio RAC1 de Barcelona.
Licenciada en Ciencias de la Información por la Universidad San Pablo CEU de Valencia, con 22 años empieza a trabajar como periodista en la redacción del periódico Diario 16 en Valencia, escribiendo artículos para la sección de Sociedad y Suplementos Especiales (1995-1997). De 1997 a 1998, trabaja como presentadora y reportera en una televisión y una radio local de Gandía (Valencia).
- Datos: Q6066575